# Nicole Fiorentino
Nicole Fiorentino (Ludlow, 8 aprile 1979) è una bassista statunitense.
Originariamente ha suonato durante i tour degli Smashing Pumpkins rimpiazzando Ginger Reyes e Mark Tulin; è diventata membro ufficiale del gruppo nel 2010.
Ha lavorato agli album Teargarden by Kaleidyscope (2009) e Oceania (2012).[3] Fiorentino ha lasciato la band nel 2014.
Prima di unirsi agli Smashing Pumpkins è stata membro delle band Radio Vago, Chicago alternative act Veruca Salt, Spinnerette, Twilight Sleep e Light FM.

## Biografia
Fiorentino è nata a Ludlow, Massachusetts. Prima di unirsi agli Smashing Pumpkins, era un membro di Radio Vago, la band alternative di Chicago Veruca Salt, Spinnerette, Twilight Sleep, e Light FM, e con questi ultimi ha aperto il concerto di Billy Corgan ai Backwards Clock Society nel Novembre 2009.

## Media
Il 17 febbraio 2011, un post sulla pagina Facebook degli Smashing Pumpkins dichiarava che Fiorentino era una delle ragazze sulla copertina dell'album Siamese Dream del 1993.